# Hann han me'
Hann han me' är en bronsskulptur i Emmaboda, invigd 2020 till minne av författaren Vilhelm Moberg. Skulpturen är utförd av konstnären Björn Jäderås från Tingsryd och placerad vid Emmaboda järnvägsstation.

## Beskrivning
Konstverket föreställer en bronscykel lutad mot en lyktstolpe, vilket ger intryck av att Moberg just har lämnat den. På pakethållaren ligger kopior av flera av Mobergs mest kända verk, däribland Raskens, Soldat med brutet gevär, Brudarnas källa, Rid i natt och Utvandrarna. En bokrygg bär titeln Cykelmakaren, vilket är konstnärens signatur. Tre av Mobergs citat är inristade i granitblock intill skulpturen. Dessa är skapade av konstnärsgruppen FA+ i samarbete med Det universella biblioteket. Bredvid cykeln finns en avgjutning av en klocka som stannat på 07.48, den tid då Moberg tros ha avlidit den 8 augusti 1973.  

## Historik
Moberg, som inte hade körkort, brukade under sina hemresor till Moshultamåla hyra en cykel av Teodor Elmgren i Emmaboda. Han valde alltid samma modell: en cykel av märket Stanley. Detta då han, som hängiven republikan, inte ville använda märket Rex (latin för ”kung”). Vad Moberg dock inte visste var att Stanley ägdes av Monark. Originalcykeln som Moberg hyrde finns idag i Algutsboda hembygdsförenings samlingar.